# Força de xoc
Força de xoc, en una batalla, és la primera tropa que pren contacte amb l'enemic, sobre les forces de xoc cau el pes del combat, per tant, estan especialment entrenades i preparades en entrar en acció. Al llarg de la història, la tècniques de les forces de combat s'han anat canviant i modelant segons aquesta passava.
Principalment durant l'edat antiga i l'edat mitjana, fins a mitjan Edat Moderna, les forces de xoc eren una peça clau i indispensable en qualsevol exèrcit; ja que eren les tropes que, en la batalla, contenien a l'enemic en cas que aquest envaís un territori i adoptessin una posició defensiva, o en cas d'una campanya ofensiva, aquestes s'encarregaven de fer retrocedir a l'enemic
i sobrepassar les línies defensives enemigues.
En les èpoques citades anteriorment, les forces de xoc a més d'estar ben entrenades i equipades, aquestes, es componien de majorment de la infanteria pesant. Generalment, solien estar acompanyades de la cavalleria. Eren llavors, tropes d'elit, la destresa de la qual, habilitat i força, definien els resultats de les batalles.
Des de principis del segle XX fins als nostres dies, les forces de xoc són unitats d'elit mixtes entre la infanteria i blindats especialment dotats i equipats de tal manera que puguin desplaçar-se d'un lloc a un altre el més ràpid i discret possible. Un clar exemple ha estat la infanteria pesant com els granaders francesos de les guerres napoleòniques i les forces combinades de la infanteria, artilleria i vehicles durant la Primera Guerra Mundial, i les forces mixtes alemanyes compostes per la infanteria, blindats (lleugers i pesats) i la força aèria, comunament anomenades divisions panzer o divisions blindades, utilitzades durant la Segona Guerra Mundial.